# Веве
Веве (фр. Vevey, итал. Vevey) је град у југозападној Швајцарској. Веве је значајан град у оквиру кантона Во.
Веве је, као и оближњи Монтре, познат као монденско место са благом климом и великом осунчаношћу током године.
Град је познат и као седиште светски чувене кондиторске индустрије Нестле, која је ту основана 1867. године.

## Природне одлике
Веве се налази у југозападном делу Швајцарске. Од најближег већег града, Лозане, град је удаљен 25 км источно, а од главног града, Берна град је удаљен 90 км јужно.
Рељеф: Веве је смештен у североисточној обали Леманског језера, на приближно 380 метара надморске висине. Град је прибијен уз језеро, а северно од њега стрмо се уздижу брда и планине Бернских Алпа.
Клима: Клима у Вевеу је блажи облик умерено континенталне климе због утицаја језера и положаја града на јужним падинама, које га штите од хладних утицаја севера.
Воде: Веве је смештен на североисточној обали Леманског језера, на месту где се река Ожона улива у језеро.

## Историја
Подручје Вевеа је било насељено још у време праисторије. Остаци првог насеља на датом месту везују се за 2. миленијум п. н. е. Место је имало значај у доба старог Рима, под називом Вивискус (Viviscus).
Током 19. века Веве постаје значајније место, па се почиње нагло развијати и јачати привредно (посебно се развија индустрија). Ово благостање се задржало до дан-данас.

## Становништво
2010. године Веве је имао око 18.000 становника, од чега страни држављани чине 43,2%.
Језик: Швајцарски Французи чине већину града и француски језик преовлађује у граду (77,3%). Досељавањем досељеника из других земаља становништво града је постало веома шаролико, па се на улицама града чују бројни други језици, попут италијанског (5,3%) и португалског (3,7%).
Вероисповест: Месно становништво је прихватило калвинизам у 16. веку. Међутим, последњих деценија у граду се знатно повећао удео других вера, посебно римокатолика.

## Привреда
Привреда града је махом везана за индустрију (више грана) и туризам. Околина града је познато виноградарско подручје у Швајцарској.

## Збирка слика
- Градско приобаље
- Пешачка улица Вевева
- Руска православна Црква св. Варваре
- Градска кућа